# Polyipnus nuttingi
Polyipnus nuttingi es una especie de pez del género Polyipnus.

## Descripción
Especie marina bentopelágica cuyo rango de profundidad es de 384-658 m (1300 y 2200 pies). Normalmente mide más de 8 cm de longitud aunque existen registros de especies de mayor tamaño, cuenta con pocas escamas a lo largo de su cuerpo. Presenta algunas manchas oscuras en la parte del dorso que se extienden hasta la base de la cola. Cuenta además con fotóforos que forman una serie casi continua y dos espinas abdominales posteriores, dirigidas hacia abajo.

## Distribución
Se encuentra en el océano Índico occidental: cerca de Zanzíbar, Tanzania. Reportado en el Pacífico centro-oriental: en las islas hawaianas.